# رویدادنامه سیرت
رویدادنامهٔ سیرت یا رویدادنامهٔ سیعرت که به Histoire nestorienne نیز مشهور است، یک کتاب تاریخ کلیسایی است که توسط نویسندهٔ ناشناس نسطوری به زبان عربی نوشته شده‌است. زمان نگارش این کتاب نامشخص است ولی احتمالاً میان سده‌های نُهم تا دوازدهم میلادی تألیف شده‌است. دلایل متقاعد کننده‌ای وجود دارد که این اثر را منتسب به یشوعدناح البصری بدانیم که در نیمهٔ دوم سدهٔ نهم میلادی می‌زیست.
امروزه تنها بخشی از متن اصلی باقی مانده‌است. متنِ باقی‌مانده شامل دو چکیدهٔ طولانی است که به‌ترتیب، سال‌های ۲۵۱–۴۲۲ میلادی و ۴۸۴–۶۵۰ میلادی را پوشش می‌دهد. بخشی که رویدادهای سدهٔ هفتم را پوشش می‌داده از بین رفت‌است.
رویدادنامه مربوط به کلیسا، اجتماع، و مسائل سیاسی مرتبط با کلیسای مسیحی ایران است و تاریخی از اعضا و رهبران این کلیسا را ارائه می‌دهد. این اثر، رشد و شکوفایی کلیسای نسطوری را توصیف می‌کند.
روشن نیست که رویدادنامهٔ سیرت در چه زمانی نوشته شده‌است، اما نمی‌تواند پیش از سدهٔ نُهم میلادی نوشته شده‌باشد، زیرا نویسنده به پاتریارک نسطوری، یشوع بار نون اشاره کرده‌است که در سال‌های ۸۲۳ تا ۸۲۸ میلادی پاتریارک کلیسای شرق بوده‌است. برخی از پژوهشگران عقیده دارند که رویدادنامه اثری از سدهٔ نُهم و نوشتهٔ یشوعدناح البصری است که برای تاریخ کلیسایی ۳ جلدی‌اش شناخته شده‌است. اما دیگران عقیده دارند که تاریخ نگارش این اثر به اواخر سدهٔ دوازدهم میلادی بازمی‌گردد.
رویدادنامهٔ سیرت توسط ادی شیر اسقف اعظم کلدانی ویرایش شد و به‌همراه ترجمهٔ فرانسوی در میان سال‌های ۱۹۱۰ و ۱۹۱۹ میلادی منتشر شد.

## نسخه‌ها و ترجمه‌ها
- Scher, Addai (ed. and tr.). "Histoire nestorienne inédite: Chronique de Séert. Première partie." Patrologia Orientalis 4.3 (1908), 5.2 (1910).
- Scher, Addai (ed. and tr.). "Histoire nestorienne inédite: Chronique de Séert. Seconde partie." Patrologia Orientalis 7.2 (1911), 13.4 (1919).